# Bassersdorf
Bassersdorf (toponimo tedesco) è un comune svizzero di 11 616 abitanti del Canton Zurigo, nel distretto di Bülach; ha lo status di città.

## Storia
La località di Baltenswil, già frazione di Nürensdorf, nel 1931 è stata assegnata a Bassersdorf.

## Monumenti e luoghi d'interesse
- Chiesa cattolica di San Francesco, eretta nel 1973[2].

## Società

### Evoluzione demografica
L'evoluzione demografica è riportata nella seguente tabella:
Abitanti censiti

## Infrastrutture e trasporti
Bassersdorf è servito dall'omonima stazione sulla ferrovia Wettingen-Effretikon e sulla linea S7 della rete celere di Zurigo.
La città il 24 novembre 2001 è stata teatro dell'incidente aereo del volo Crossair 3597 in cui persero la vita 24 persone, tra le quali il vicesindaco di Gerusalemme, Melanie Thornton (cantante del gruppo La Bouche) e due cantanti del gruppo Passion Fruit.

## Amministrazione
Ogni famiglia originaria del luogo fa parte del cosiddetto comune patriziale e ha la responsabilità della manutenzione di ogni bene ricadente all'interno dei confini del comune.